# Barrage de Mullaperiyar
 (janvier 2016).
Si vous disposez d'ouvrages ou d'articles de référence ou si vous connaissez des sites web de qualité traitant du thème abordé ici, merci de compléter l'article en donnant les références utiles à sa vérifiabilité et en les liant à la section « Notes et références ».
Le barrage de Mullaperiyar est un barrage d'irrigation situé sur le bassin amont du fleuve Periyar au Kerala, en Inde du sud. Sa retenue forme le lac-réservoir Periyar, situé dans le Parc national de Periyar (ou Thekkady).
Bien que situé à Thekkadi au Kerala, le barrage est propriété et sous concession du Gouvernement du Tamil Nadu selon un accord de bail de 999 ans signé du temps de la colonisation britannique.

## Histoire
Le barrage a été construit par le British Army Engineering corps. Un premier barrage fut emporté par des inondations, et un second barrage en maçonnerie fut construit en 1895.